# Ska punk
Ska Punk este un gen muzical de fuziune care combină ska și punk rock..